# (7182) Robinvaughan
(7182) Robinvaughan est un astéroïde de la ceinture principale.

## Description
(7182) Robinvaughan est un astéroïde de la ceinture principale. Il fut découvert le 8 septembre 1991 à l'observatoire Palomar par Eleanor Francis Helin. Il présente une orbite caractérisée par un demi-grand axe de 3,14 UA, une excentricité de 0,16 et une inclinaison de 14,3° par rapport à l'écliptique.